# 지아드 자지리
지에드 자지리(아랍어: جزيري زياد, Zied Jaziri, 1978년 7월 12일)는 튀니지의 은퇴한 축구 선수이자, 포지션은 스트라이커였다. 그는 사우디아라비아와의 2006년 FIFA 월드컵 조별리그 1차전에서 1골 1도움을 올렸고, 이 경기의 맨 오브 더 매치 (Man of the match)에 선정되었다.

## 경력
- 2000년 아프리카 네이션스컵 국가대표
- 2002년 아프리카 네이션스컵 국가대표
- 2002년 FIFA 월드컵 국가대표
- 2004년 아프리카 네이션스컵 국가대표
- 2005년 FIFA 컨페더레이션스컵 국가대표
- 2006년 아프리카 네이션스컵 국가대표
- 2006년 FIFA 월드컵 국가대표

## 수상
튀니지
- 2000년 아프리카 네이션스컵 4위
- 2004년 아프리카 네이션스컵 우승